# Impacteur
Pour l'objet céleste, voir impact cosmique.
Ne doit pas être confondu avec Pénétrateur (astronautique).

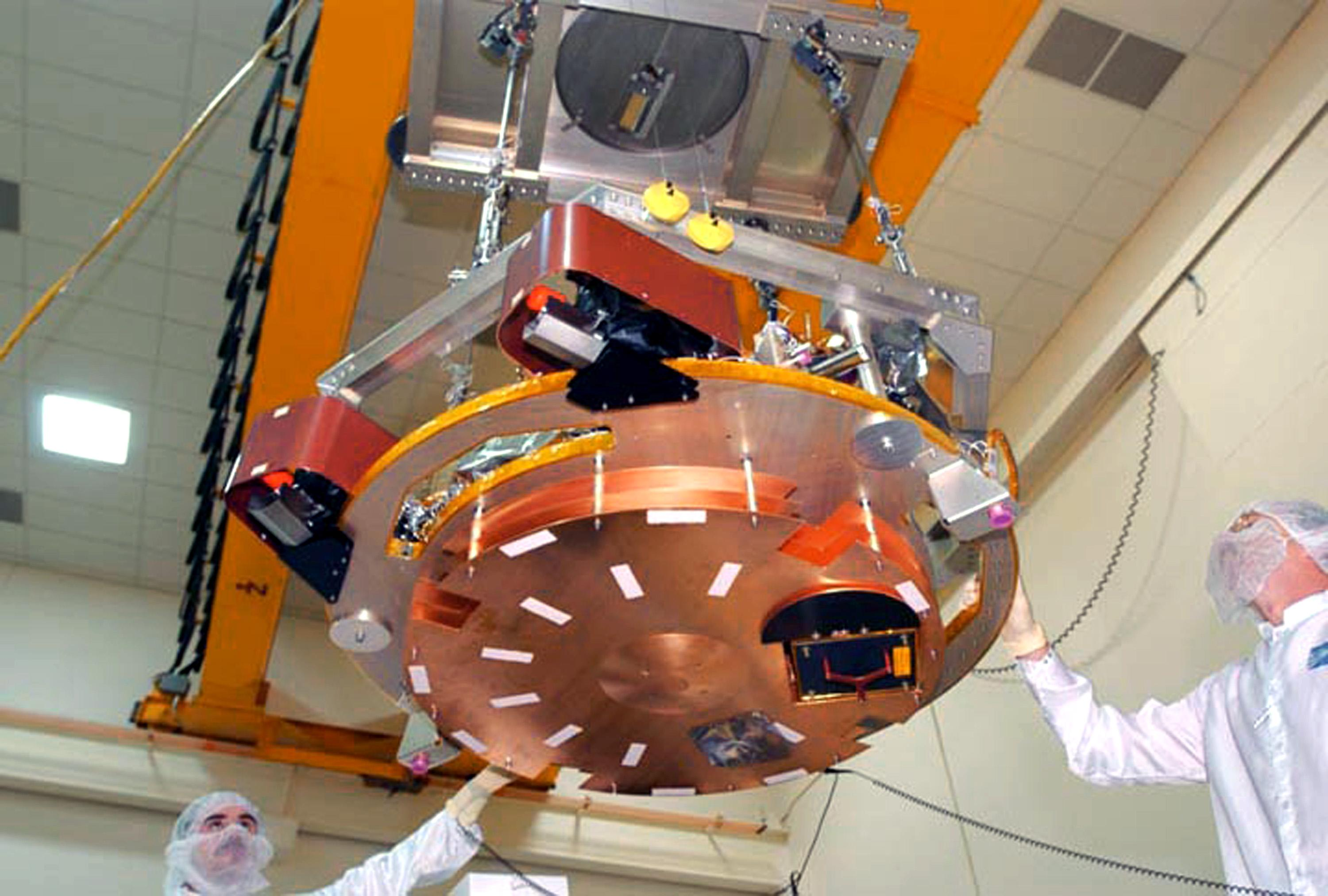
L'impacteur de Deep Impact.

Un impacteur est un type d'engin spatial envoyé à grande vitesse sur le sol d’un corps céleste dans le but soit d’observer les effets de son impact soit de collecter des échantillons du sol.

## Caractéristiques
L'impacteur permet en particulier   :
- de déterminer la nature des éjectas produits par l'impact et en déduire les caractéristiques de la surface ou des couches proches de la surface de l'objet percuté;
- de déterminer la cohésion du matériau percuté à travers les dimensions ou la forme du cratère d'impact.
- de collecter des échantillons de sol en faisant l'économie d'un système de prélèvement lorsque l'objet céleste est de relativement petite taille (astéroïde,...).
- Un impacteur peut être également utilisé pour dévier un objet de petite taille qui pourrait entrer en collision avec la Terre (technique en phase expérimentale).

## Exemples d'impacteurs
Les principaux impacteurs développés sont les suivants.

### LCROSS

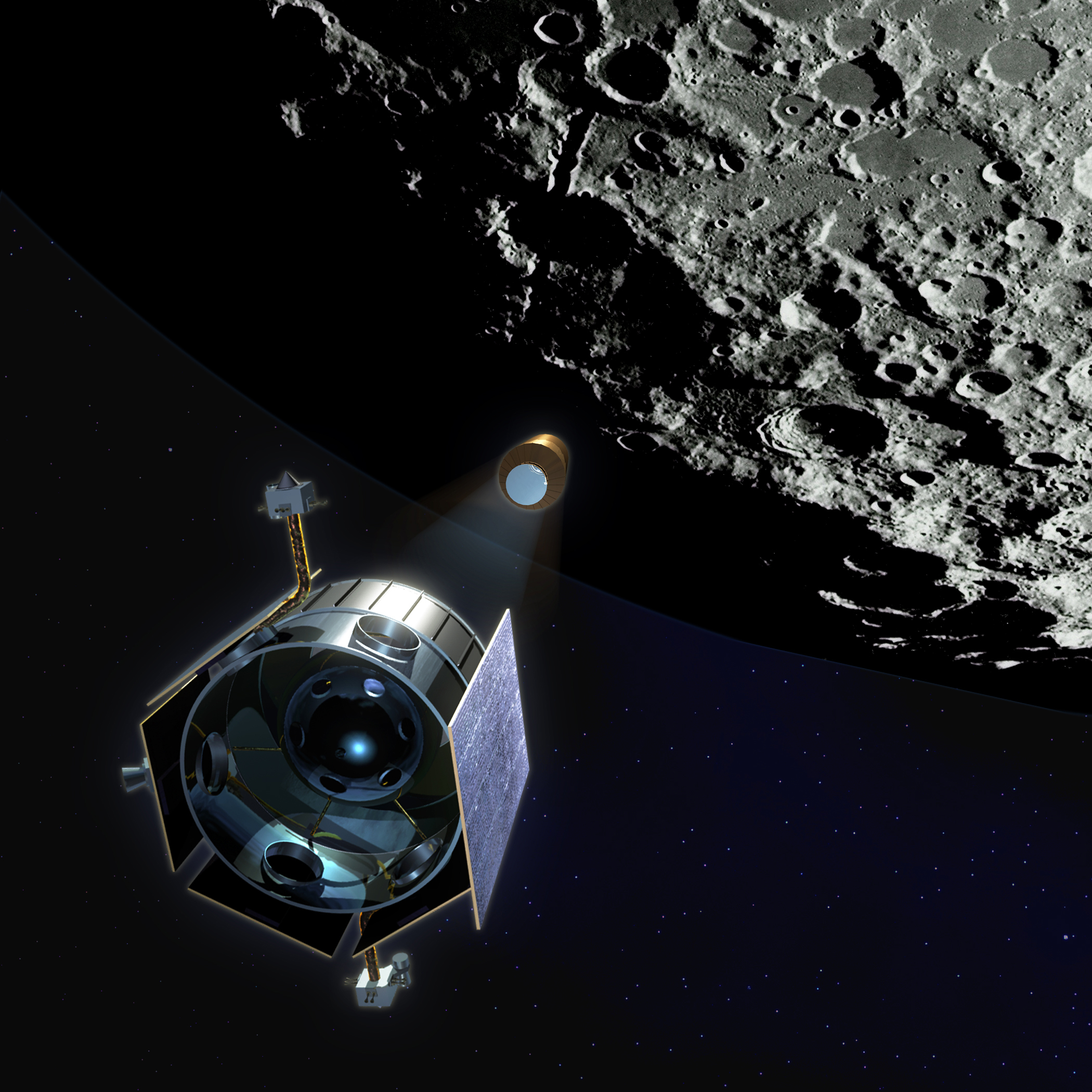
L'étage Centaur s'est séparé de la sonde LCROSS et va percuter la surface lunaire.

L'impacteur LCROSS développé par la NASA s'est écrasé sur la Lune en 2009 dans le but de mesurer la quantité d'eau présente dans le sol au niveau des pôles.

### Deep Impact
L'impacteur de 400 kilogrammes transporté par la sonde spatiale Deep Impact a été lancé en 2005 contre la comète Tempel 1 afin de mesurer la composition d'une comète à l'aide d'instruments embarqués.

### Hayabusa 2
La sonde japonaise Hayabusa 2 utilise deux types d'impacteurs sur l'astéroïde (162173) Ryugu en 2019 :
- un cône de cuivre de 2 kg lancé à une vitesse de 2 km/s (impacteur SCI) pour analyser la consistance du sol[3]  ;
- des balles de 5 grammes en tantale. Une partie des matériaux éjectés par ces impacteurs a été récupérée par la sonde spatiale dans le but de ramener ces  échantillons du sol de l'astéroïde sur Terre pour permettre une analyse plus poussée[4].

### DART
DART est une engin spatial de la NASA qui a permis de tester le recours à un impacteur pour dévier un objet céleste de petite taille dans le but de protéger la Terre. Lancé en 2021, il a percuté l'année suivante Dimorphos, le satellite de l'astéroïde (65803) Didymos. Il embarquait des sous-satellites qui ont enregistré et transmis vers la Terre les effets de l'impact.

## Confusion possible avec pénétrateur
L'impacteur ne doit pas être confondu avec le pénétrateur : celui-ci est un engin spatial qui est également lancé à grande vitesse vers le sol d'un corps céleste mais qui emporte des instruments et doit s'enfoncer dans le sol. Il permet de faire l'économie d'un système de freinage.